# Arrondissement Valence
Valence is een arrondissement van het Franse departement Drôme in de regio Auvergne-Rhône-Alpes. De onderprefectuur is Valence.

## Kantons
Het arrondissement was tot 2014 samengesteld uit de volgende kantons:
- kanton Bourg-de-Péage
- kanton Bourg-lès-Valence
- kanton Chabeuil
- kanton Le Grand-Serre
- kanton Loriol-sur-Drôme
- kanton Portes-lès-Valence
- kanton Romans-sur-Isère-1
- kanton Romans-sur-Isère-2
- kanton Saint-Donat-sur-l'Herbasse
- kanton Saint-Jean-en-Royans
- kanton Saint-Vallier
- kanton Tain-l'Hermitage
- kanton Valence-1
- kanton Valence-2
- kanton Valence-3
- kanton Valence-4

De kantons Dieulefit, Marsanne, Montelimar-1 en Montelimar-2 werden in januari 2006 toegevoegd aan het arrondissement Nyons.
Na de herindeling van de kantons bij decreet van 20 februari 2014, met uitwerking op 22 maart 2015, omvat het volgende kantons:
- kanton Bourg-de-Péage
- kanton Crest ( deels: 8/28 )
- kanton Drôme des collines
- kanton Loriol-sur-Drôme ( deels: 2/8 )
- kanton Romans-sur-Isère
- kanton Saint-Vallier
- kanton Tain-l'Hermitage
- kanton Valence-1
- kanton Valence-2
- kanton Valence-3
- kanton Valence-4
- kanton Vercors-Monts-du-Matin ( deels: 25/30 )